# Gara Newport
Gara Newport (în galeză Casnewydd) este a treia cea mai aglomerată gară din Țara Galilor (după Cardiff Central și Cardiff Queen Street), situată în centrul orașului Newport. Se află la 215 km de Londra Paddington și este administrată de către Arriva Trains Wales. Companiile Great Western Railway și CrossCountry operează, de asemenea, o parte din serviciile care deservesc această gară. Intrarea principală în gară este situată pe Queensway. Gară a fost deschisă în 1850 de către compania South Wales Railway și a fost extinsă foarte mult în 1928.

## Servicii
Gara Newport este deservită de trei companii feroviare: Arriva Trains Wales, CrossCountry și Great Western Railway.

## Istorie
Gara actuală este formată din patru peroane numerotate de la 1 la 4 din partea de sud. La început, căile ferate aveau ecartament larg și existau două peroane pentru tranzit de 61 m și un peron terminus în capătul de est al peronului sudic. Tunelurile Hillfield de la vest de gară au fost săpate pe sub Stow Hill în 1840. După închiderea de gărilor Dock Street și Mill Street pentru pasageri în 1880, gara High Street a fost extinsă foarte mult și au fost adăugate două noi peroane de 250 m. Au fost instalate bretele pe aceste noi linii, împărțindu-le astfel în două. După alte modificări, s-a ajuns ca gara să aibă opt peroane.
În aprilie 1961 au fost introduse noi sisteme de semnalizare și au fost efectuate noi modificări la căile de rulare și peroane. Îndepărtarea ulterioară a bretelelor a creat o nouă combinație de peroane și a dus la renumerotarea acestora, care este folosită și astăzi.

### Numele

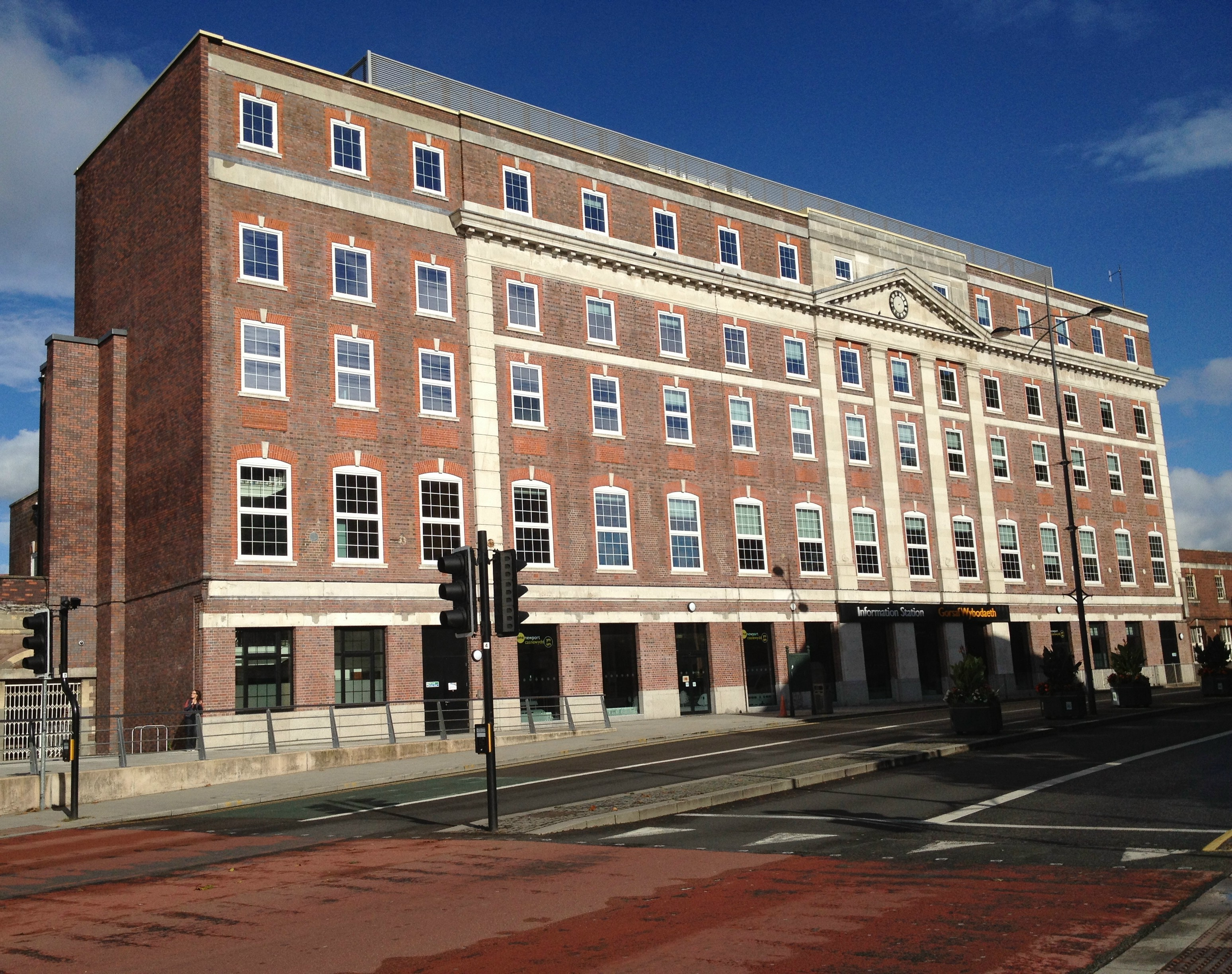
Exteriorul vechii gări, convertită în birouri în 2011

Inițial numită Newport High Street, sufixul High Street a devenit inutil o dată cu închiderea gărilor Mill Street și Dock Street pentru traficul de mărfuri în 1960. Biletele și portalul National Rail folosesc sufixul „South Wales” pentru a diferenția această gară de omonima sa din Essex. În 2007, compania de regenerare urbană Newport Unlimited a propus ca gara să fie redenumită Newport City, dar sugestia nu s-a concretizat.

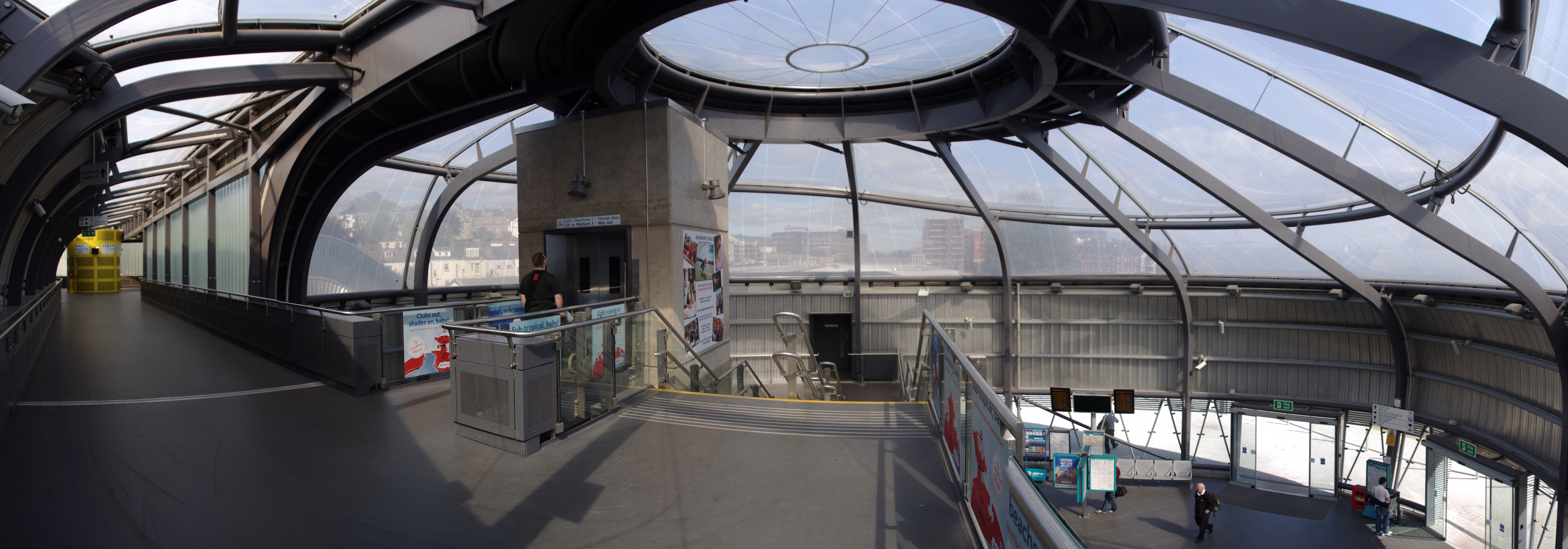
Panoramă din interiorul noului pod de la scara sudică.

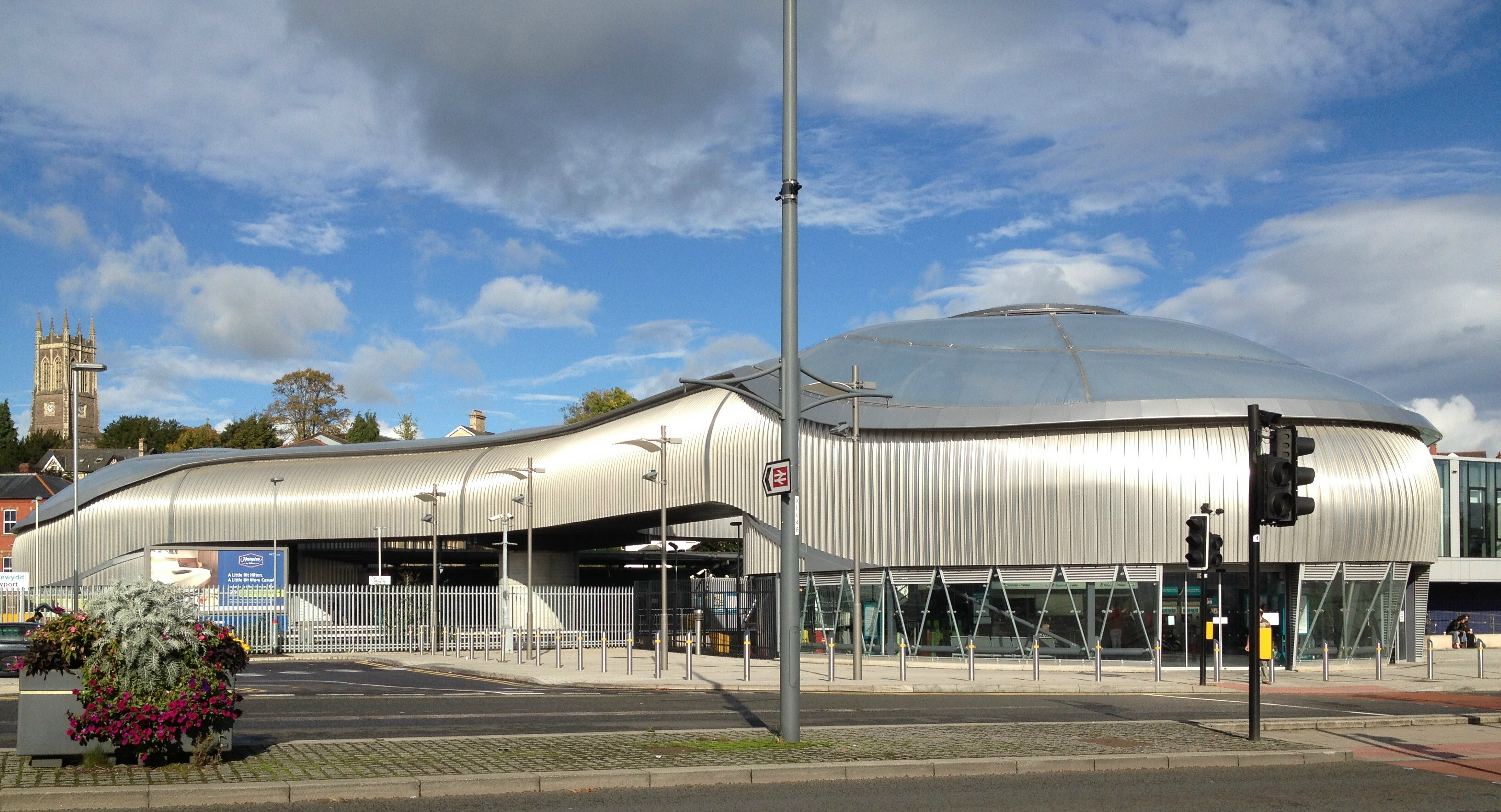
Exteriorul noului terminal deschis în 2010